# 영양군·봉화군
영양군·봉화군은 대한민국의 옛 국회의원 선거구이다. 당시 경상북도 영양군, 봉화군 지역을 관할했다.

## 역사
제13대 국회의원 선거를 앞두고 영주시·영풍군·영양군·봉화군 선거구에서 분리되면서 신설되었다.
제15대 국회의원 선거를 앞두고 울진군 선거구와 통합되어 영양군·봉화군·울진군 선거구를 이루게 됨에 따라 폐지되었다.

## 역대 국회의원
| 선거   | 정당 | 정당       | 의원   |
| ------ | ---- | ---------- | ------ |
| 1988년 |      | 민주정의당 | 오한구 |
| 1992년 |      | 민주자유당 | 강신조 |

## 역대 선거 결과

### 대한민국 제13대 국회의원 선거
|  | 59.33% |

|  | 34.34% |

|  | 6.32% |

### 대한민국 제14대 국회의원 선거
|  | 50.68% |

|  | 29.22% |

|  | 7.38% |

|  | 4.43% |

|  | 4.15% |

|  | 2.34% |

|  | 1.76% |